# گمینا دامبروفکا
گمینا دامبروفکا (به لهستانی:  Gmina Dąbrówka) یک گمینا در لهستان است که در شهرستان وومین واقع شده‌است. گمینا دانبرووکا ۱۰۹٫۰۵ کیلومتر مربع مساحت و ۷٬۷۷۲ نفر جمعیت دارد.